# Nick Roux
Nicholas Edward Roux (* 13. Dezember 1990 in Trabuco Canyon, Kalifornien) ist ein US-amerikanischer Schauspieler und Sänger. Sein Durchbruch war die Rolle des Scott Pickett im Disney Channel Original Movie Lemonade Mouth – Die Geschichte einer Band.

## Leben
Roux wurde im Dezember 1990 in Trabuco Canyon im US-Bundesstaat Kalifornien geboren. In der Serie Zack & Cody an Bord hatte er als Jean-Luc in der Folge Trennung in Paris? einen Gastauftritt. Seine bis jetzt bekannteste Rolle ist die des Scott Pickett in dem Disney Channel Original Movie Lemonade Mouth – Die Geschichte einer Band an der Seite von Bridgit Mendler. Außerdem hatte er in der vierten Staffel der Disneyserie Die Zauberer vom Waverly Place eine Nebenrolle als Chase Riprock.
2011 bekam er eine Hauptrolle in der ABC-Family-Serie Jane by Design als Billy Nutter, deren Premiere im Januar 2012 stattfand.

## Filmografie (Auswahl)
- 2010: Zack & Cody an Bord (The Suite Life on Deck, Fernsehserie, 2 Episoden)
- 2011: Lemonade Mouth – Die Geschichte einer Band (Lemonade Mouth, Fernsehfilm)
- 2011: Die Zauberer vom Waverly Place (Wizards of Waverly Place, Fernsehserie, 2 Episoden)
- 2012: Jane by Design (Fernsehserie, 18 Episoden)
- 2014: Pretty Little Liars (Fernsehserie, Episode 4x22)
- 2014: Sexcoach (Mantervention)
- 2017: Jackals